# Fatoş Topaç

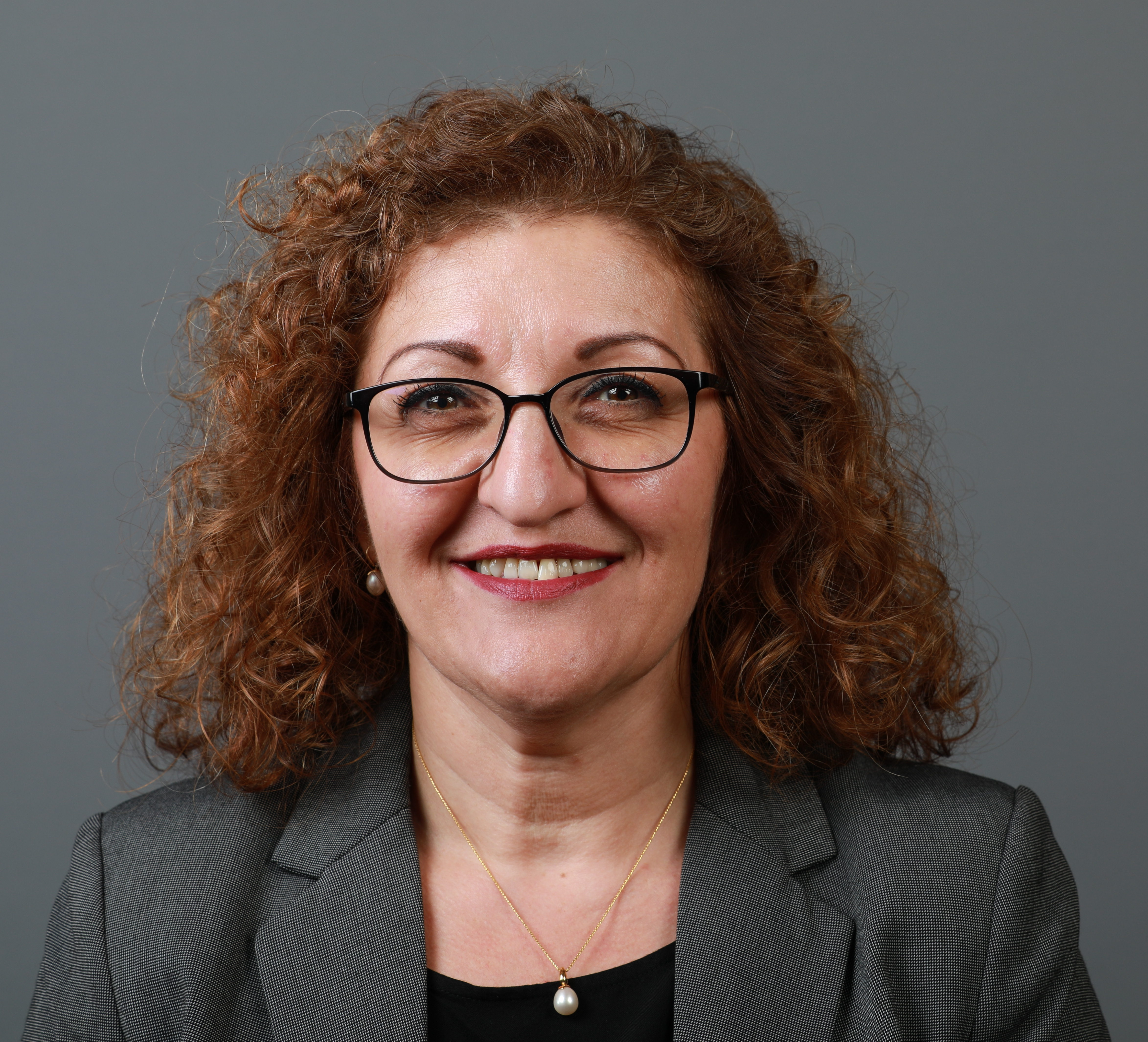
Fatoş Topaç (2017)

Fatoş Topaç, eigentlich Fadime Topaç, (* 10. März 1965 in Yeşilyurt, Türkei) war von 2016 bis 2021 Abgeordnete im Abgeordnetenhaus von Berlin (Bündnis 90/Die Grünen).

## Leben
Im Alter von sechs Jahren kam Topaç nach Berlin-Moabit und zog mit 18 Jahren nach Berlin-Kreuzberg. Nachdem sie 1987 an der Anna-Freud-Oberschule die Fachhochschulreife erhalten hatte, studierte sie an der Fachhochschule für Sozialarbeit und Sozialpädagogik Berlin. Während des Studiums arbeitete sie als Familienhelferin und erhielt 1990 das Diplom als Sozialpädagogin und Sozialarbeiterin.
An ihrer ehemaligen Hochschule, zwischenzeitlich in Alice Salomon Hochschule umbenannt, erhielt sie 1994/95 einen Lehrauftrag. Daneben leistete sie bis 1999 Bildungsberatung für nichtdeutsche Jugendliche, Eltern und Unternehmen und vermittelte Ausbildungsstellen. Anschließend leitete sie bis 2003 bei der SPI Servicegesellschaft, einer Ausgründung des Sozialpädagogischen Instituts Berlin der AWO, ein Projekt zu „Ausbildungsmanagement und Ausbilder-Qualifizierung für ausländische Unternehmen“. Es folgten weitere Tätigkeiten im Bereich der Qualifizierung und Integration von Migranten, unter anderem beim Beauftragten des Senats für Integration und Migration sowie beim Frauencomputerzentrum Berlin.

## Politik
Fatoş Topaç trat 2006 den Berliner Grünen bei. Sie gehörte von 2011 bis 2016 der Bezirksverordnetenversammlung Friedrichshain-Kreuzberg an und war dort Vorsitzende des Ausschusses für Soziales, Beschäftigung und Bürgerdienste. Sie wurde bei der Wahl zum Abgeordnetenhaus von Berlin 2016 über die Landesliste in das Abgeordnetenhaus gewählt. Sie war Sprecherin für Sozialpolitik und Pflegepolitik und gehörte dem Präsidium des Abgeordnetenhauses an.